# Cerrillos (Chili)
Pour les articles homonymes, voir Cerrillos.
Cerrillos est une commune du Chili, située dans la province et la région métropolitaine de Santiago.

## Géographie

Localisation de Cerrillos (en rouge) au sein de l'agglomération de Santiago.

### Situation
Cerrillos est située dans la périphérie sud-ouest de Santiago. Son territoire, étendu sur 21 km2, est parsemé de collines basses d'origine glaciaire et volcanique qui ont donné leur nom à la commune. Cerrillos est traversée par la Zanjón de la Aguada, un affluent du Mapocho, ainsi que par le canal Ortuzano.

## Urbanisme
Du fait de la présence de l'aéroport de Los Cerillos actif jusqu'en 2006 sur le territoire de la commune, les constructions sont généralement basses et les terrains ont largement été utilisés à des fins industrielles. L'aéroport qui était utilisé par les habitants de la capitale pour les vols intérieurs et internationaux jusqu'en 1967 a été victime de la croissance démographique de la capitale et a été remplacé dans ce rôle par l'aéroport international Arturo-Merino-Benítez implanté plus à l'ouest. Il a continué à être utilisé jusqu'à sa fermeture définitive en 2006. Sur son emplacement a été édifié le Bicentennial Park, un ensemble immobilier de 250 hectares comprenant un jardin public de 50 hectares qui a été inauguré en 2011. Sur ce site se trouve également le Musée national de l'aéronautique et de l'espace.

## Histoire
La commune est créée le 17 mars 1981 en détachant une portion du territoire de la commune de Maipú.

## Population et société

### Démographie
La population s'élevait à 79 164 habitants pour une densité de 12 033 hab./km2 en 2012 et à 80 832 habitants en 2017.

## Politique et administration
La commune est dirigée par un maire et six conseillers élus pour un mandat de quatre ans. Les dernières élections ont eu lieu les 26 et 27 octobre 2024.
| Période                                  | Période          | Identité                      | Étiquette   | Qualité |
| ---------------------------------------- | ---------------- | ----------------------------- | ----------- | ------- |
| Les données manquantes sont à compléter. |                  |                               |             |         |
| 1991                                     | 1993             | Fernando Martínez Mercado     | DC          |         |
| 1993                                     | 1994             | René Ramírez Fuentes          | DC          |         |
| 1994                                     | 1996             | Rafael Díaz González          | DC          |         |
| 1996                                     | 2012             | Alejandro Almendares Calderón | RN          |         |
| 6 décembre 2012                          | 28 juin 2021     | Arturo Aguirre Gacitúa        | PSC         |         |
| 28 juin 2021                             | 14 novembre 2024 | Lorena Facuse Rojas           | Indépendant |         |
| 22 novembre 2024                         | 5 décembre 2024  | Orfilia Castro                | Indépendant |         |
| 6 décembre 2024                          | en cours         | Johnny Yáñez                  | Indépendant |         |

## Transports
La commune est desservie par la station Cerrillos, terminus de la  ligne 6 du métro de Santiago, ainsi que par le réseau d'autobus Red de l'agglomération de Santiago.

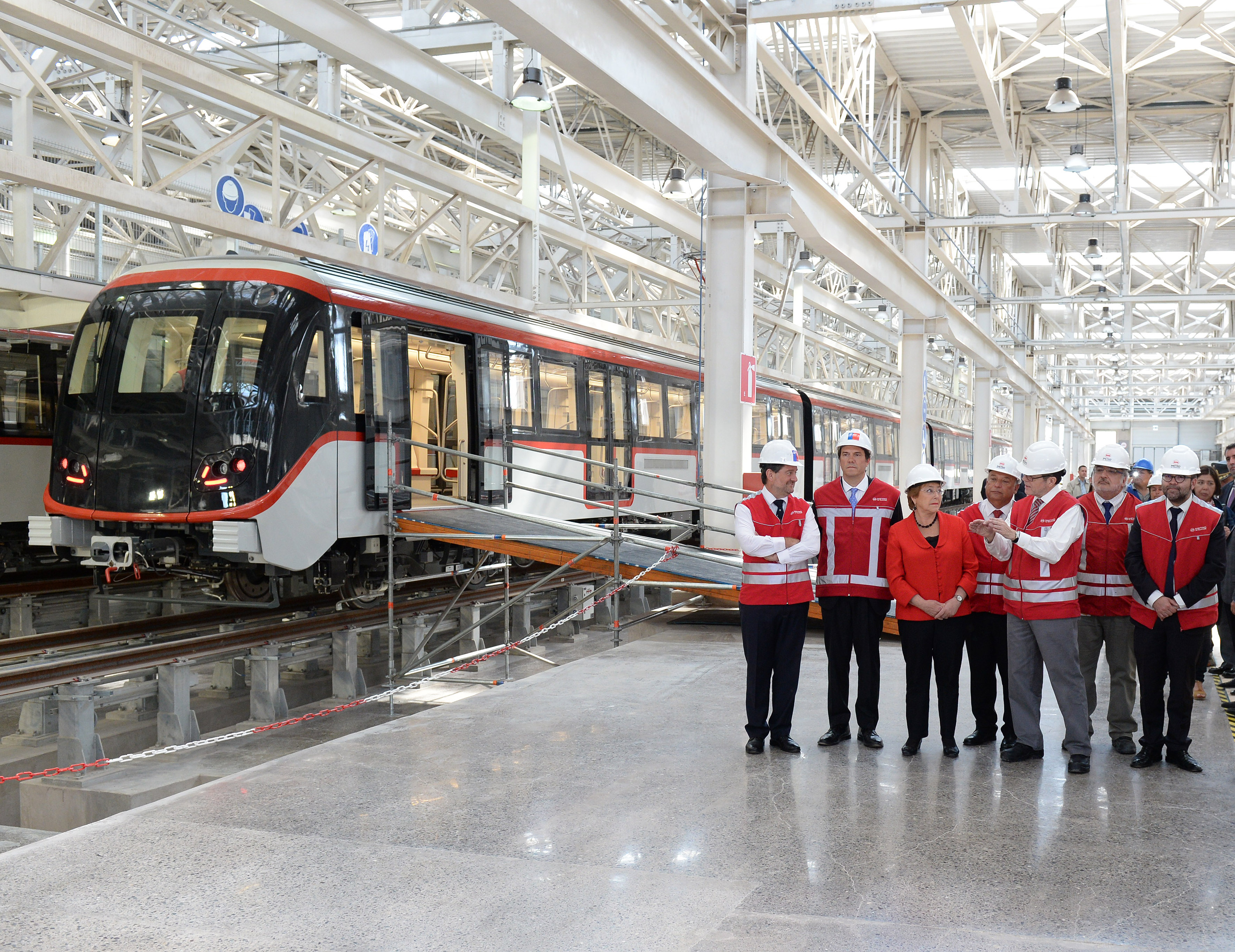
Centre de maintenance de la ligne 6 du métro de Santiago.
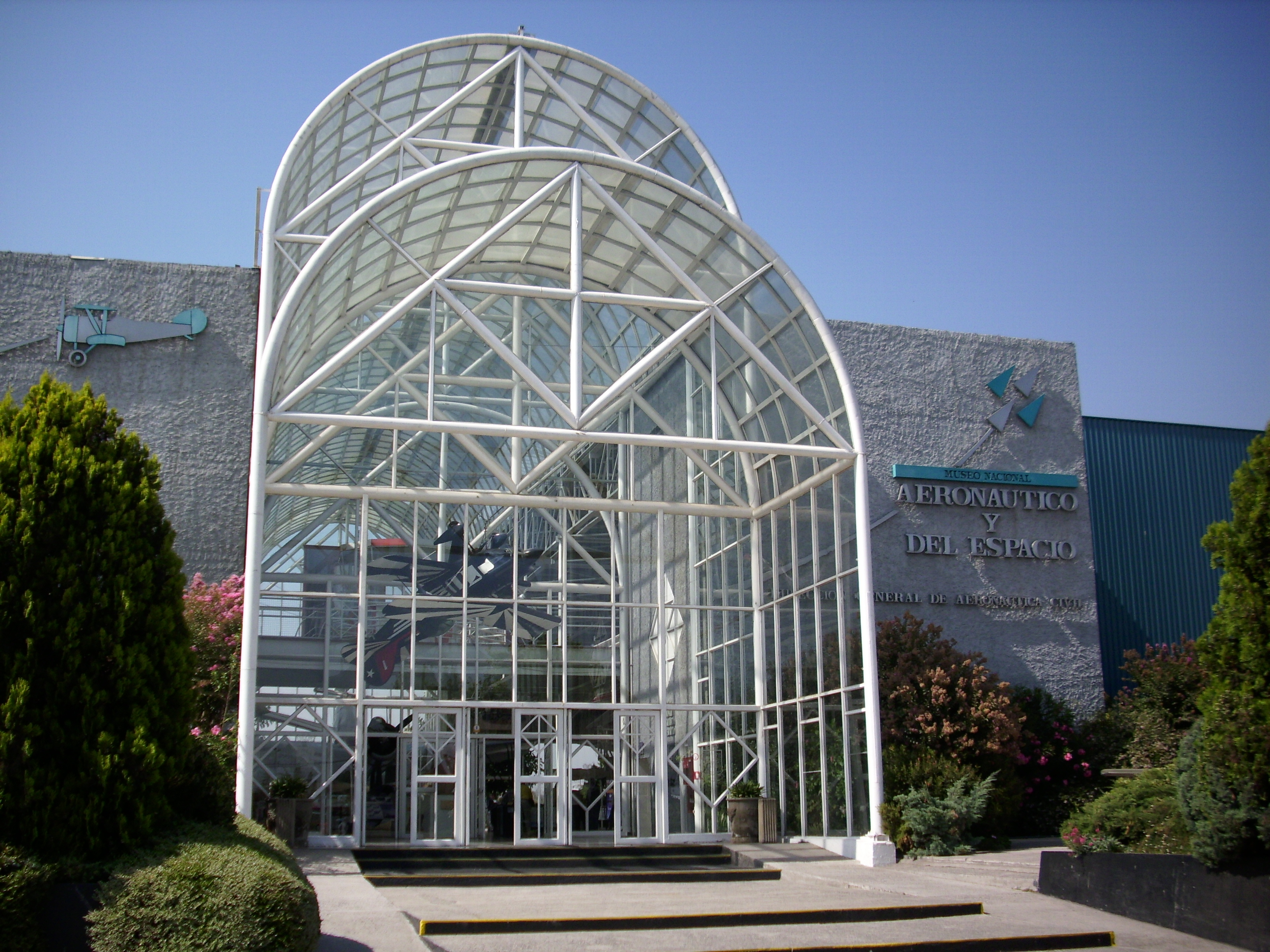
Entrée du musée de l'Air et de l'Espace.
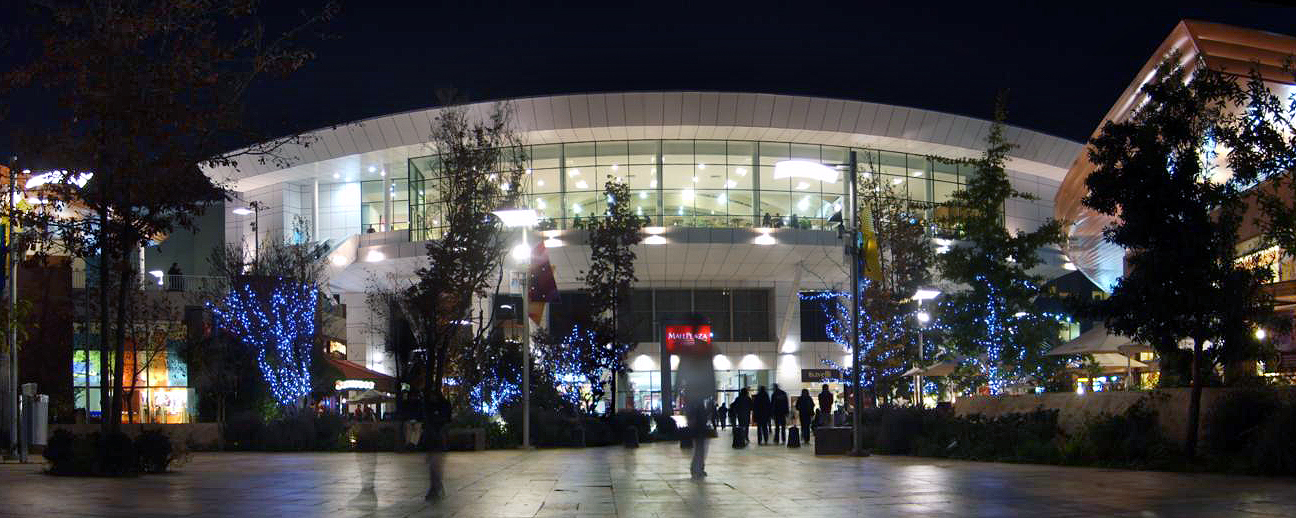
Centre commercial Mall Plaza ouest.